# Xeranthemum inapertum
Inmortal menor  (Xeranthemum inapertum) es una planta  perteneciente a la familia de las  compuestas.

## Descripción
Planta herbácea anual de hasta 30 cm de altura, generalmente sin ramificar, o ramificada en su parte superior, erecta, con pilosidad blanquecina; hojas alternas, lanceoladas mucho más claras por debajo. Florece en primavera mediante la garupación (capítulo) de 12-24 flores tubulares rosadas, en el interior de una "campana" poco abierta, casi cilíndrica, formada por numerosas brácteas, membranosas y rígidas., de tamaño y punta creciente de abajo arriba, dispuestas unas bajo las anteriores como las escamas de un pez, pajizas de color, con una zona parda longitudinal y que permanecen muy erectas sin abrirse hacia fuera, como indica su nombre científico; las superiores presentan una coloración rosada, acorde, aunque más tenue, con las auténticas flores. Los frutos tienen un vilano de pelos tiesos y fuertes.

## Distribución y hábitat
Todo el Mediterráneo. En España, por todo el territorio. Hábitats secos, campos, laderas. Crece dispersa formando agrupaciones de pocos ejemplares, en lugares terrosos, de pasto pobre. Su nombre popular se refiere a su cualidad de secarse como adorno, sin variar de color y belleza.
SW y C de Europa y SW de Asia.

## Taxonomía
Xeranthemum inapertum fue descrita por (Carlos Linneo) Mill. y publicado en Gard. Dict., ed. 8. n. 2. 1768; Willd. Sp. Pl. 3: 1902.
Citología
Número de cromosomas de Xeranthemum inapertum (Fam. Compositae) y táxones infraespecíficos: 2n=28
Sinonimia
- Xeranthemum australe Pomel
- Xeranthemum inapertum var. australe (Pomel) Batt. & Trab.
- Xeranthemum inapertum var. reboudianum Verl.
- Xeranthemum modestum Ball[6]

## Nombres comunes
- Castellano: flor inmortal, inmortal menor.[7]